# Meilleurs handballeurs de l'année en Allemagne
Les meilleurs handballeurs de l'année en Allemagne distinguent chaque saison les meilleurs acteurs du handball professionnel allemand. Deux classements sont reconnus : 
- depuis 1978, les lecteurs du magazine Handballwoche désignent le meilleur joueur de l'année civile en fonction des performances de joueurs et joueuses Allemands ou évoluant en Allemagne en Championnat mais également en Coupes d'Europe et en équipes nationales[1] ;
- depuis 2001, les 18 entraineurs des clubs désignent le meilleur joueur à l'issue de la saison en Championnat uniquement, à l'occasion du HBL All-Star Game (de)[2].

## Meilleur joueur et meilleure joueuse de l'année
Chez les hommes, le joueur le plus récompensé est le gardien de but Andreas Thiel avec 7 titres de handballeur de l'année. Bien qu'élu à « seulement » à deux reprises, Erhard Wunderlich a été élu handballeur du XXe siècle en Allemagne.
Chez les femmes, la joueuse la plus récompensée est Grit Jurack avec 5 titres de handballeuse de l'année.

### Allemagne
| Année | Joueur                  | Club                   | Joueuse                      | Club                     |
| ----- | ----------------------- | ---------------------- | ---------------------------- | ------------------------ |
| 2023  | Gísli Kristjánsson,     | SC Magdebourg          | Emily Bölk (3)               | Ferencváros TC           |
| 2022  | Johannes Golla          | SG Flensburg-Handewitt | Alina Grijseels (2)          | Borussia Dortmund        |
| 2021  | Niklas Landin Jacobsen, | THW Kiel               | Alina Grijseels              | Borussia Dortmund        |
| 2020  | Hendrik Pekeler         | THW Kiel               | Dinah Eckerle                | Bietigheim, Siófok, Metz |
| 2019  | Timo Kastening          | TSV Hannover-Burgdorf  | Emily Bölk (2)               | Thüringer HC             |
| 2018  | Patrick Wiencek         | THW Kiel               | Emily Bölk                   | Thüringer HC             |
| 2017  | Andy Schmid,            | Rhein-Neckar Löwen     | Clara Woltering (3)          | Borussia Dortmund        |
| 2016  | Andreas Wolff (2)       | HSG Wetzlar & THW Kiel | Anna Loerper (2)             | TuS Metzingen            |
| 2015  | Andreas Wolff           | HSG Wetzlar            | Anna Loerper                 | TuS Metzingen            |
| 2014  | Uwe Gensheimer (4)      | Rhein-Neckar Löwen     | Katja Kramarczyk-Schülke (2) | HC Leipzig               |
| 2013  | Uwe Gensheimer (3)      | Rhein-Neckar Löwen     | Susann Müller                | HC Leipzig               |
| 2012  | Uwe Gensheimer (2)      | Rhein-Neckar Löwen     | Katja Kramarczyk-Schülke     | HC Leipzig               |
| 2011  | Uwe Gensheimer          | Rhein-Neckar Löwen     | Franziska Mietzner           | Francfort HC             |
| 2010  | Filip Jícha (2)         | THW Kiel               | Clara Woltering (2)          | TSV Bayer 04 Leverkusen  |
| 2009  | Filip Jícha,            | THW Kiel               | Clara Woltering              | TSV Bayer 04 Leverkusen  |
| 2008  | Nikola Karabatic, (2)   | THW Kiel               | Grit Jurack (5)              | Viborg HK                |
| 2007  | Nikola Karabatic,       | THW Kiel               | Grit Jurack (4)              | Viborg HK                |
| 2006  | Florian Kehrmann (3)    | TBV Lemgo              | Nadine Krause (2)            | TSV Bayer 04 Leverkusen  |
| 2005  | Florian Kehrmann (2)    | TBV Lemgo              | Nadine Krause                | TSV Bayer 04 Leverkusen  |
| 2004  | Henning Fritz           | THW Kiel               | Kathrin Blacha (2)           | 1. FC Nürnberg Handball  |
| 2003  | Florian Kehrmann        | TBV Lemgo              | Kathrin Blacha               | TSV Bayer 04 Leverkusen  |
| 2002  | Markus Baur (2)         | TBV Lemgo              | Anika Ziercke                | TuS Eintracht Minden     |
| 2001  | Christian Schwarzer     | TBV Lemgo              | Grit Jurack (3)              | Leipzig et Ikast         |
| 2000  | Markus Baur             | HSG Wetzlar            | Grit Jurack (2)              | HC Leipzig               |
| 1999  | Daniel Stephan (3)      | TBV Lemgo              | Grit Jurack                  | HC Leipzig               |
| 1998  | Daniel Stephan (2)      | TBV Lemgo              | Silvia Schmitt               | TSV Bayer 04 Leverkusen  |
| 1997  | Daniel Stephan          | TBV Lemgo              | Franziska Heinz              | Borussia Dortmund        |
| 1996  | Martin Schwalb          | SG Wallau-Massenheim   | Michaela Erler (2)           | TuS Walle Brême          |
| 1995  | Stefan Kretzschmar (2)  | VfL Gummersbach        | Michaela Erler               | Borussia Dortmund        |
| 1994  | Stefan Kretzschmar      | VfL Gummersbach        | Bianca Urbanke (2)           | Francfort HC             |
| 1993  | Andreas Thiel (7)       | TSV Bayer Dormagen     | Bianca Urbanke               | Francfort HC             |
| 1992  | Mikael Källman,         | SG Wallau-Massenheim   | Elena Leonte (3)             | TV Mainzlar              |
| 1991  | Jochen Fraatz (2)       | TUSEM Essen            | Elena Leonte (2)             | TV Mainzlar              |
| 1990  | Stefan Hecker           | TUSEM Essen            | Astrid Seiffert (2)          | TSV Bayer 04 Leverkusen  |

### Allemagne de l'Ouest
| Année | Joueur                | Club             | Joueuse             | Club                      |
| ----- | --------------------- | ---------------- | ------------------- | ------------------------- |
| 1989  | Andreas Thiel (6)     | VfL Gummersbach  | Astrid Seiffert     | TSV Bayer 04 Leverkusen   |
| 1988  | Jochen Fraatz         | TUSEM Essen      | Elena Leonte        | TV Lützellinden 1904 e.V. |
| 1987  | Andreas Thiel (5)     | VfL Gummersbach  | Dagmar Stelberg (4) | VfL Engelskirchen         |
| 1986  | Andreas Thiel (4)     | VfL Gummersbach  | Dagmar Stelberg (3) | VfL Engelskirchen         |
| 1985  | Andreas Thiel (3)     | VfL Gummersbach  | Astrid Hühn         | TSV Bayer 04 Leverkusen   |
| 1984  | Andreas Thiel (2)     | VfL Gummersbach  | Britta Vattes       | TSV Bayer 04 Leverkusen   |
| 1983  | Andreas Thiel         | VfL Gummersbach  | Dagmar Stelberg (2) | VfL Engelskirchen         |
| 1982  | Erhard Wunderlich (2) | VfL Gummersbach  | Dagmar Stelberg     | VfL Engelskirchen         |
| 1981  | Erhard Wunderlich     | VfL Gummersbach  | Renate Schulzki     | TSV Bayer 04 Leverkusen   |
| 1980  | Arno Ehret            | TuS Hofweier     | Anni Placht         | DJK Wurtzbourg            |
| 1979  | Manfred Hofmann       | TV Großwallstadt | Sigrid Berndt       | TSV Bayer 04 Leverkusen   |
| 1978  | Heiner Brand          | VfL Gummersbach  | Veronika Maaß       | TuS Eintracht Minden      |

### Allemagne de l'Est
| Année | Joueur                 | Club             | Joueuse             | Club                |
| ----- | ---------------------- | ---------------- | ------------------- | ------------------- |
| 1989  | Peter Pysall           | SC Magdebourg    | Heike Dombrowski    | SC Empor Rostock    |
| 1988  | Wieland Schmidt (3)    | SC Magdebourg    | Andrea Stolletz     | SC Leipzig          |
| 1987  | Frank-Michael Wahl (3) | SC Empor Rostock | Evelyn Hübscher (2) | ASKV Francfort/Oder |
| 1986  | Hartmut Krüger         | SC Magdebourg    | Sabine Picken       | SC Magdebourg       |
| 1985  | Frank-Michael Wahl (2) | SC Empor Rostock | Evelyn Hübscher     | ASKV Francfort/Oder |
| 1984  | Peter Rost             | SC Leipzig       | Petra Uhlig         | SC Leipzig          |
| 1983  | Ingolf Wiegert         | SC Magdebourg    | Kornelia Kunisch    | SC Magdebourg       |
| 1982  | Frank-Michael Wahl     | SC Empor Rostock | Katrin Krüger (2)   | ASKV Francfort/Oder |
| 1981  | Wieland Schmidt (2)    | SC Magdebourg    | Katrin Krüger       | ASKV Francfort/Oder |
| 1980  | Wieland Schmidt        | SC Magdebourg    | Kristina Richter    | TSC Berlin          |

### Bilan
Les joueurs ayant été distingués à au moins trois reprises sont :
| Joueur             | Nombre | Années                                   | Club(s)                                     |
| ------------------ | ------ | ---------------------------------------- | ------------------------------------------- |
| / Andreas Thiel    | 7      | 1983, 1984, 1985, 1986, 1987, 1989, 1993 | VfL Gummersbach (6), TSV Bayer Dormagen (1) |
| Uwe Gensheimer     | 4      | 2011, 2012, 2013, 2014                   | Rhein-Neckar Löwen                          |
| Frank-Michael Wahl | 3      | 1982, 1985, 1987                         | SC Empor Rostock                            |
| Wieland Schmidt    | 3      | 1980, 1981, 1988                         | SC Magdebourg                               |
| Daniel Stephan     | 3      | 1997, 1998, 1999                         | TBV Lemgo                                   |
| Florian Kehrmann   | 3      | 2003, 2005, 2006                         | TBV Lemgo                                   |

Les joueuses ayant été distingués à au moins trois reprises sont :
| Joueuse         | Nombre | Années                       | Club(s)                                                 |
| --------------- | ------ | ---------------------------- | ------------------------------------------------------- |
| Grit Jurack     | 5      | 1999, 2000, 2001, 2007, 2008 | HC Leipzig (2,5), Ikast-Bording EH (0,5), Viborg HK (2) |
| Dagmar Stelberg | 4      | 1982, 1983, 1986, 1987       | VfL Engelskirchen                                       |
| / Elena Leonte  | 3      | 1988, 1991, 1992             | TV Lützellinden 1904 e.V., TV Mainzlar (2)              |
| Clara Woltering | 3      | 2009, 2010, 2017             | Bayer Leverkusen, Borussia Dortmund                     |
| Emily Bölk      | 3      | 2018, 2019, 2023             | Ferencváros TC, Thüringer HC                            |

## Meilleur joueur par saison
Depuis 2001, les 18 entraineurs des clubs désignent le meilleur joueur à l'occasion du HBL All-Star Game (de) qui réunit les meilleurs joueurs de la saison en Championnat :

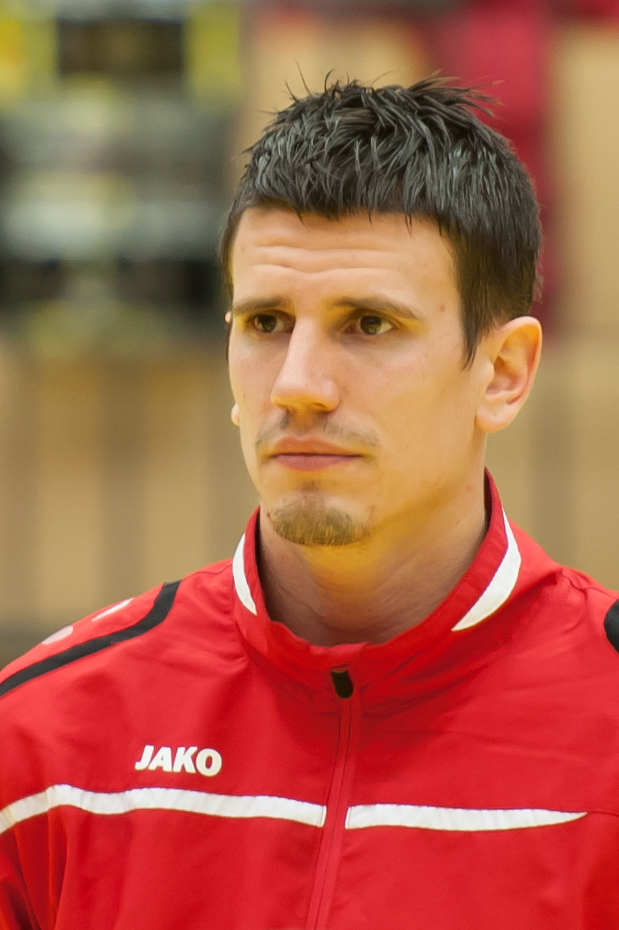
Le Suisse Andy Schmid est le plus récompensé avec 5 distinctions consécutives entre 2014 et 2018.

| Saison    | Meilleur joueur            | Club                   |
| --------- | -------------------------- | ---------------------- |
| 2000-2001 | Ólafur Stefánsson          | SC Magdebourg          |
| 2001-2002 | Ólafur Stefánsson (2)      | SC Magdebourg          |
| 2002-2003 | Christian Schwarzer        | TBV Lemgo              |
| 2003-2004 | Lars Krogh Jeppesen        | SG Flensburg-Handewitt |
| 2004-2005 | Henning Fritz              | THW Kiel               |
| 2005-2006 | Guðjón Valur Sigurðsson    | VfL Gummersbach        |
| 2006-2007 | Nikola Karabatic           | THW Kiel               |
| 2007-2008 | Nikola Karabatic (2)       | THW Kiel               |
| 2008-2009 | Thierry Omeyer             | THW Kiel               |
| 2009-2010 | Filip Jícha                | THW Kiel               |
| 2010-2011 | Uwe Gensheimer             | Rhein-Neckar Löwen     |
| 2011-2012 | Kim Andersson              | THW Kiel               |
| 2012-2013 | Domagoj Duvnjak            | HSV Hambourg           |
| 2013-2014 | Andy Schmid                | Rhein-Neckar Löwen     |
| 2014-2015 | Andy Schmid (2)            | Rhein-Neckar Löwen     |
| 2015-2016 | Andy Schmid (3)            | Rhein-Neckar Löwen     |
| 2016-2017 | Andy Schmid (4)            | Rhein-Neckar Löwen     |
| 2017-2018 | Andy Schmid (5)            | Rhein-Neckar Löwen     |
| 2018-2019 | Rasmus Lauge               | SG Flensburg-Handewitt |
| 2019-2020 | Domagoj Duvnjak (2)        | THW Kiel               |
| 2020-2021 | Jim Gottfridsson           | SG Flensburg-Handewitt |
| 2021-2022 | Ómar Ingi Magnússon        | SC Magdebourg          |
| 2022-2023 | Gísli Þorgeir Kristjánsson | SC Magdebourg          |
| 2023-2024 | Magnus Saugstrup           | SC Magdebourg          |
| 2024-2025 | Mathias Gidsel             | Füchse Berlin          |

### Bilan
Les joueurs ayant été distingués à au moins deux reprises sont :
| Joueur            | Nombre | Années                       | Club(s)                |
| ----------------- | ------ | ---------------------------- | ---------------------- |
| Andy Schmid       | 5      | 2014, 2015, 2016, 2017, 2018 | Rhein-Neckar Löwen     |
| Ólafur Stefánsson | 2      | 2000, 2001                   | SC Magdebourg          |
| Nikola Karabatic  | 2      | 2008, 2009                   | THW Kiel               |
| Domagoj Duvnjak   | 2      | 2013, 2020                   | HSV Hambourg, THW Kiel |

## Meilleurs buteurs du championnat

### Meilleur buteur par saison
Les meilleurs buteurs de chaque saison du Championnat d'Allemagne depuis l'instauration de la poule unique en 1977/78 sont :

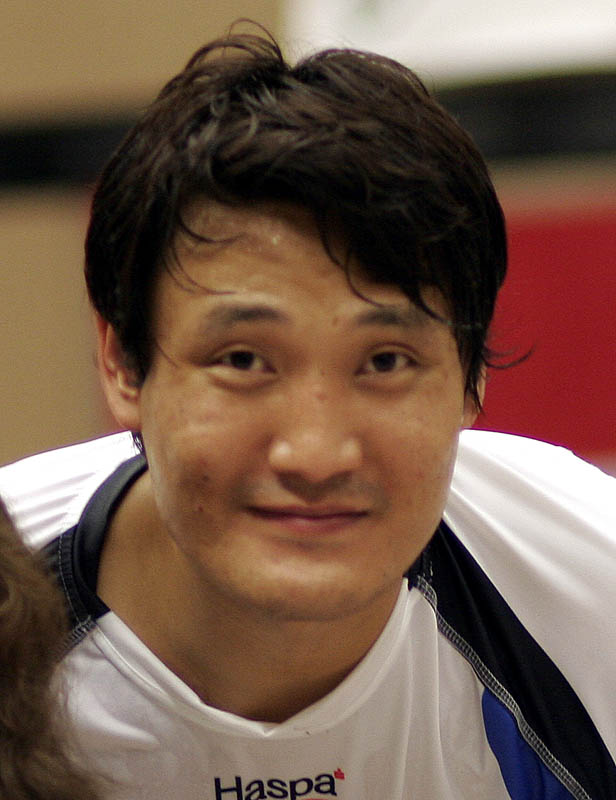
Le Sud-Coréen Yoon Kyung-shin a terminé sept fois meilleur buteur du championnat entre 1997 et 2004.

| Saison    | Meilleur buteur             | Club                   | Buts | 7 m | Moy. |
| --------- | --------------------------- | ---------------------- | ---- | --- | ---- |
| 1977-1978 | Đorđe Lavrnić               | TuS Derschlag          | 173  | 98  | 6,65 |
| ...       |                             |                        |      |     |      |
| 1995-1996 | Martin Schwalb              | SG Wallau-Massenheim   | 230  | 102 | 7,67 |
| 1996-1997 | Yoon Kyung-shin             | VfL Gummersbach        | 209  | 41  | 6,97 |
| 1997-1998 | Stéphane Stoecklin          | GWD Minden             | 207  | 53  | 7,39 |
| 1998-1999 | Yoon Kyung-shin (2)         | VfL Gummersbach        | 228  | 27  | 7,60 |
| 1999-2000 | Yoon Kyung-shin (3)         | VfL Gummersbach        | 256  | 26  | 7,53 |
| 2000-2001 | Yoon Kyung-shin (4)         | VfL Gummersbach        | 324  | 76  | 8,53 |
| 2001-2002 | Yoon Kyung-shin (5)         | VfL Gummersbach        | 263  | 59  | 7,74 |
| 2002-2003 | Lars Christiansen           | SG Flensburg-Handewitt | 289  | 121 | 8,50 |
| 2003-2004 | Yoon Kyung-shin (6)         | VfL Gummersbach        | 261  | 85  | 7,68 |
| 2004-2005 | Lars Christiansen (2)       | SG Flensburg-Handewitt | 258  | 100 | 7,59 |
| 2005-2006 | Guðjón Valur Sigurðsson     | VfL Gummersbach        | 264  | 69  | 7,76 |
| 2006-2007 | Yoon Kyung-shin (7)         | HSV Hambourg           | 209  | 80  | 6,94 |
| 2007-2008 | Konrad Wilczynski           | Füchse Berlin          | 237  | 128 | 6,97 |
| 2008-2009 | Savas Karipidis             | MT Melsungen           | 282  | 116 | 8,29 |
| 2009-2010 | Hans Lindberg               | HSV Hambourg           | 257  | 135 | 7,56 |
| 2010-2011 | Anders Eggert               | SG Flensburg-Handewitt | 248  | 132 | 7,29 |
| 2011-2012 | Uwe Gensheimer              | Rhein-Neckar Löwen     | 247  | 84  | 7,48 |
| 2012-2013 | Hans Lindberg (2)           | HSV Hambourg           | 235  | 99  | 6,91 |
| 2013-2014 | Marko Vujin                 | THW Kiel               | 248  | 66  | 7,29 |
| 2014-2015 | Robert Weber                | SC Magdebourg          | 271  | 99  | 7,53 |
| 2015-2016 | Petar Nenadić               | Füchse Berlin          | 229  | 63  | 7,16 |
| 2016-2017 | Philipp Weber               | HSG Wetzlar            | 224  | 66  | 6,59 |
| 2017-2018 | Casper Ulrich Mortensen     | TSV Hannover-Burgdorf  | 230  | 98  | 6,77 |
| 2018-2019 | Matthias Musche             | SC Magdebourg          | 256  | 97  | 7,53 |
| 2019-2020 | Bjarki Már Elísson          | TBV Lemgo              | 216  | 72  | 8,00 |
| 2020-2021 | Ómar Ingi Magnússon         | SC Magdebourg          | 274  | 134 | 7,21 |
| 2021-2022 | Hans Lindberg (3)           | Füchse Berlin          | 242  | 124 | 7,12 |
| 2022-2023 | Casper Ulrich Mortensen (2) | HSV Hambourg           | 234  | 72  | 7,31 |
| 2023-2024 | Manuel Zehnder              | ThSV Eisenach          | 277  | 90  | 8,15 |
| 2024-2025 | Marko Grgić                 | ThSV Eisenach          | 301  | 85  | 8,85 |

À noter qu'avec 9,19 buts par matchs lors de la saison 1986-1987, le Polonais Jerzy Klempel (Frisch Auf Göppingen) possède la meilleure moyenne de buts par match.

### Bilan
Au bilan, les joueurs ayant été meilleur buteur à au moins deux reprises sont :
| Joueur                  | Nombre | Années                                   | Club(s)                             |
| ----------------------- | ------ | ---------------------------------------- | ----------------------------------- |
| Yoon Kyung-shin         | 7      | 1997, 1999, 2000, 2001, 2002, 2004, 2007 | VfL Gummersbach                     |
| Jerzy Klempel           | 3      | 1986, 1987, 1988                         | Frisch Auf Göppingen                |
| Hans Lindberg           | 3      | 2010, 2013, 2022                         | HSV Hambourg / Füchse Berlin        |
| Arno Ehret              | 2      | 1979, 1981                               | TuS Hofweier                        |
| Erhard Wunderlich       | 2      | 1982, 1983                               | VfL Gummersbach                     |
| Jochen Fraatz           | 2      | 1991, 1992                               | TUSEM Essen                         |
| Andreas Dörhöfer        | 2      | 1990, 1993                               | VfL Gummersbach                     |
| Lars Christiansen       | 2      | 2003, 2005                               | SG Flensburg-Handewitt              |
| Casper Ulrich Mortensen | 2      | 2018, 2023                               | TSV Hannover-Burgdorf, HSV Hambourg |

### Meilleurs buteurs de l'histoire

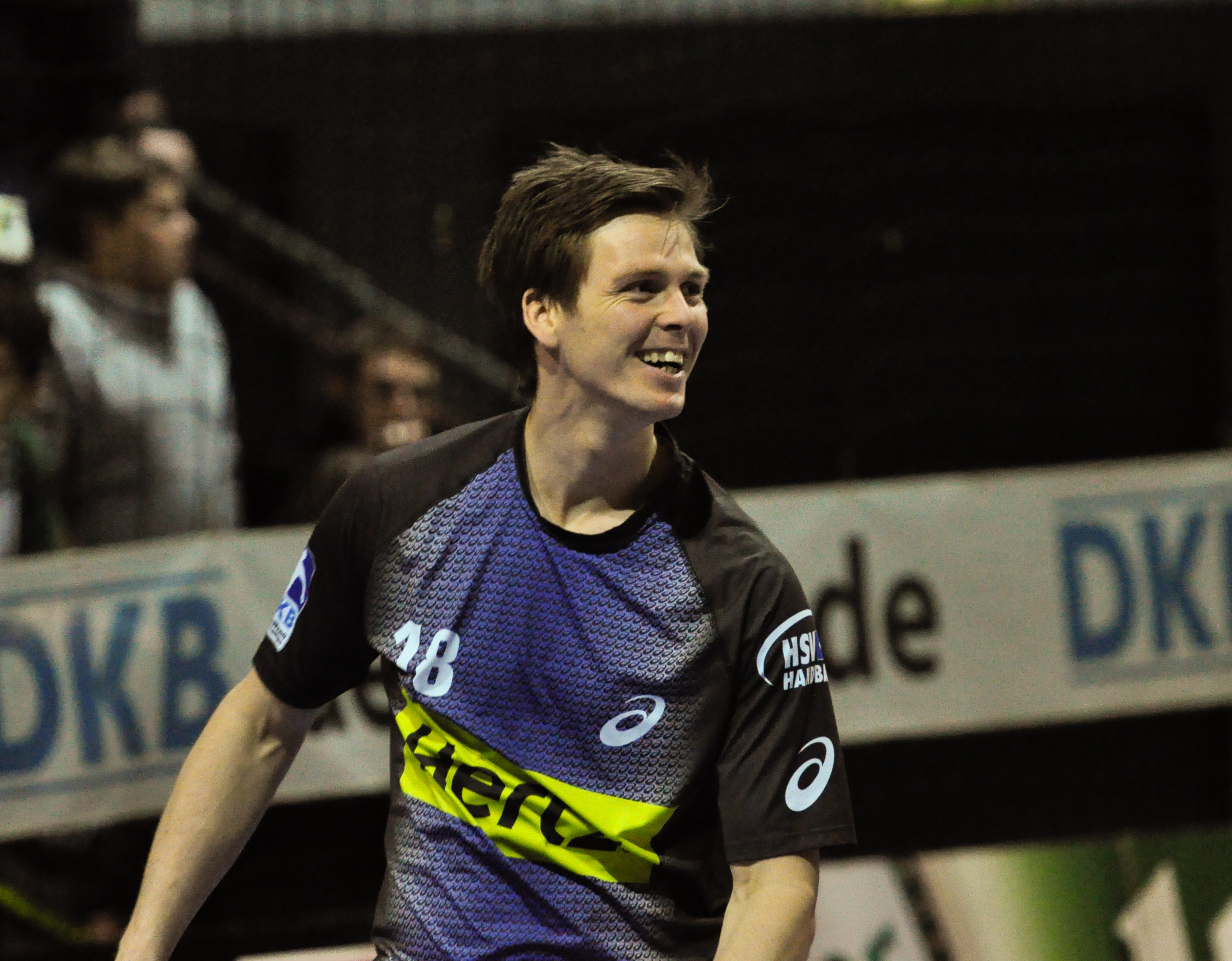
Le Danois Hans Lindberg est le meilleur buteur de l'histoire du championnat avec 3115 buts entre 2007 et 2024.

En mai 2023, le Danois Hans Lindberg est devenu le meilleur buteur de l'histoire du championnat depuis la saison 1977/78, devançant le Sud-coréen Yoon Kyung-shin. Au terme de la saison 2023-2024, douze joueurs ont dépassé la barre des 2000 buts :
| Rang | Nat.                       | Joueur                  | Buts  | Buts | Buts | MJ  | Moy. |
| Rang | Nat.                       | Joueur                  | Total | Ch.  | 7m   | MJ  | Moy. |
| ---- | -------------------------- | ----------------------- | ----- | ---- | ---- | --- | ---- |
| 1    | Drapeau du Danemark        | Hans Lindberg           | 3 115 | 1617 | 1498 | 500 | 6,2  |
| 2    | Drapeau de la Corée du Sud | Yoon Kyung-shin         | 2 905 | 2262 | 643  | 406 | 7,2  |
| 3    | Drapeau du Danemark        | Lars Christiansen       | 2 875 | 1651 | 1224 | 462 | 6,2  |
| 4    | Drapeau de l'Allemagne     | Jochen Fraatz (de)      | 2 683 | 1816 | 867  | 446 | 6,0  |
| 5    | Drapeau de l'Autriche      | Robert Weber            | 2 511 | 1637 | 874  | 450 | 5,6  |
| 6    | Drapeau de l'Allemagne     | Uwe Gensheimer          | 2 439 | 1613 | 826  | 436 | 5,6  |
| 7    | Drapeau de l'Allemagne     | Holger Glandorf         | 2 428 | 2406 | 23   | 543 | 4,5  |
| 8    | Drapeau de l'Allemagne     | Martin Schwalb          | 2 272 | 1327 | 945  | 430 | 5,3  |
| 9    | Drapeau de l'Allemagne     | Christian Schwarzer     | 2 208 | 2189 | 19   | 603 | 3,7  |
| 10   | Drapeau de l'Allemagne     | Marcel Schiller (de)    | 2 186 | 1136 | 1050 | 385 | 5,7  |
| 11   | Drapeau de l'Islande       | Guðjón Valur Sigurðsson | 2 110 | 1793 | 317  | 462 | 4,6  |
| 12   | Drapeau de l'Allemagne     | Andreas Dörhöfer        | 2 003 | 1410 | 593  | 438 | 4,6  |

En italique sont indiqués les joueurs toujours actifs. À noter que l'Allemand Holger Glandorf détient le record de buts marqués dans le champ avec 2 406 réalisations.

## Meilleur handballeur mondial de l'année
Trois joueurs et joueuse allemands ont été distingués :
- l'arrière gauche Daniel Stephan en 1998
- le gardien de but Henning Fritz en 2004
- l'arrière gauche Nadine Krause en 2006